# 陳希曾 (1897年)
陳希曾（1897年—1983年），名祖輿，字省夫，浙江吳興人，中華民國政治人物、軍事人物。

## 生平
陳希曾是浙江吳興（今湖州）人，屬於東林陳氏家族，與陳其美、陳立夫、陳果夫等人一樣是東林陳氏第二十三世豐的後代。
陳希曾早年畢業於浙江經武學校。曾歷任浙江都督府軍務司參謀、浙軍第一旅副官長、第二團團附。1924年，擔任黃埔軍校上尉特別官佐。1926年起任國民革命軍東征軍總指揮部參謀，國民革命軍總司令部上校祕書、總政治部後方留守主任、汕頭電報局長、廣東電政管理局局長、上海電報局長、國民黨上海市黨部監察委員。1931年2月至12月擔任上海市政府公安局長。1932年6月任軍事委員會總務處少將處長兼三省剿匪總司令部副官處少將處長。同年秋，任漢口市警察局局長並兼任禁煙督察處處長。 1937年七七事變、抗日軍興任命為軍事委員會委員長侍從室少將組長，1945年秋任國民政府總務局中將局長。   

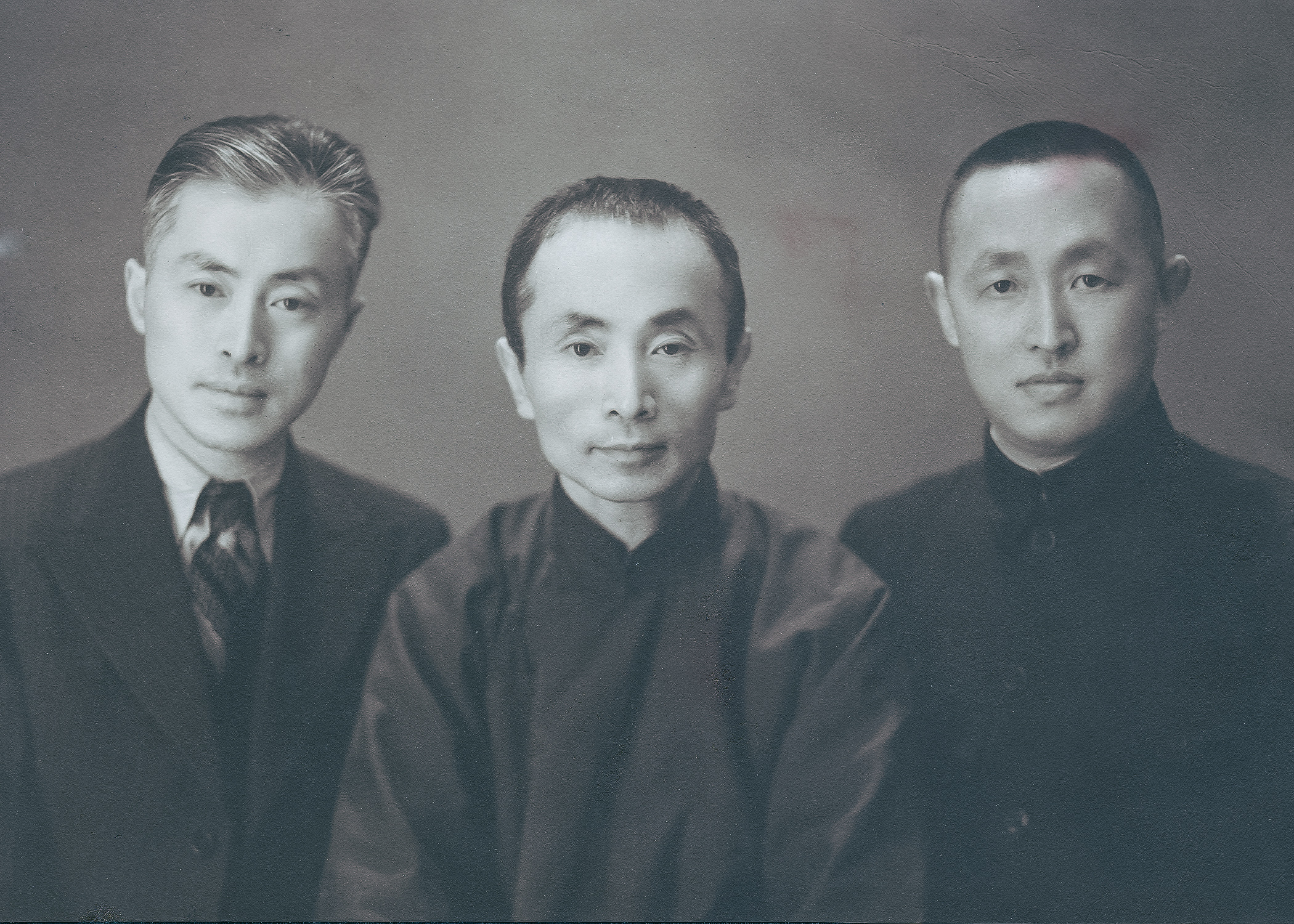
左起 陳立夫 陳果夫 陳省夫

1948年5月，被授予陸軍中將軍銜。抗戰勝利還都繼而行憲，任命為中華民國總統府第六局中將局長。1949年春末遷徙至台灣 

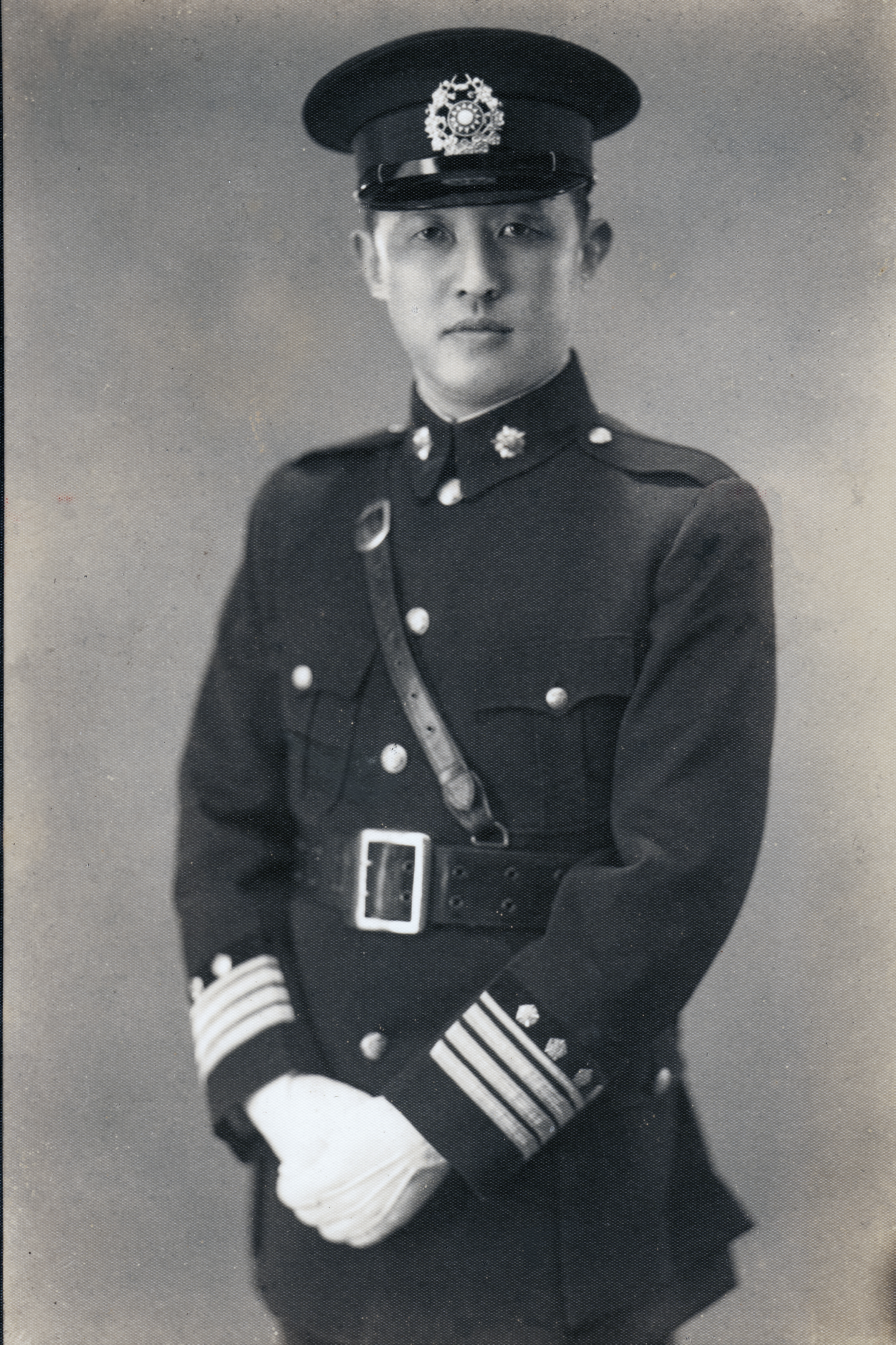
陳希曾

## 荣誉
- 三等景星勋章（1945年10月9日批准[5]）